# Полювання з гончими

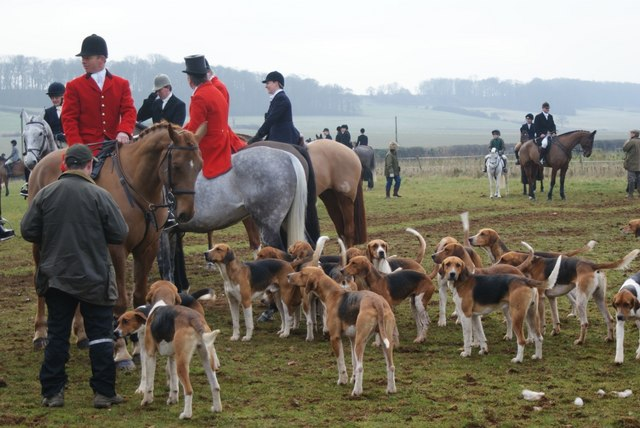

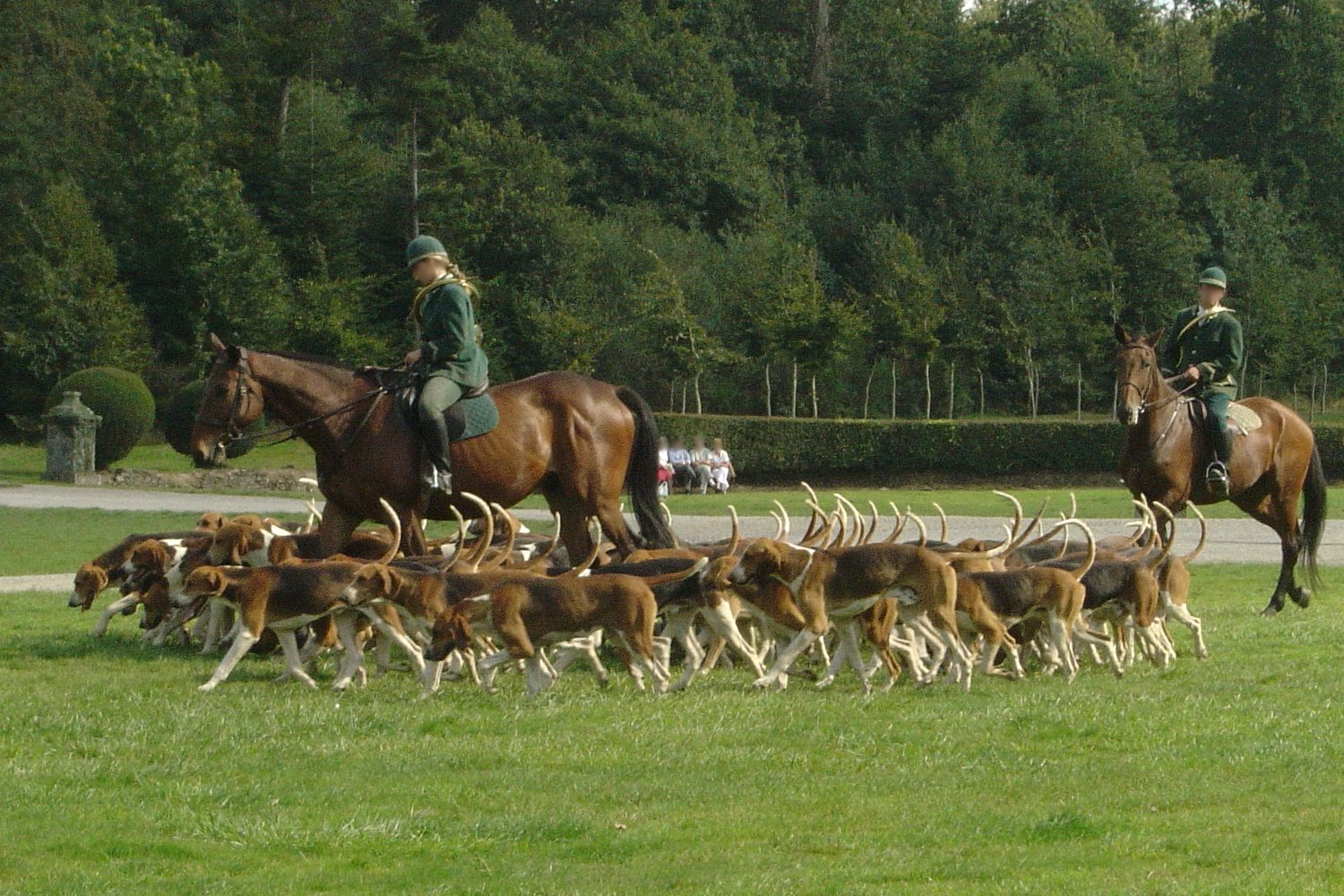

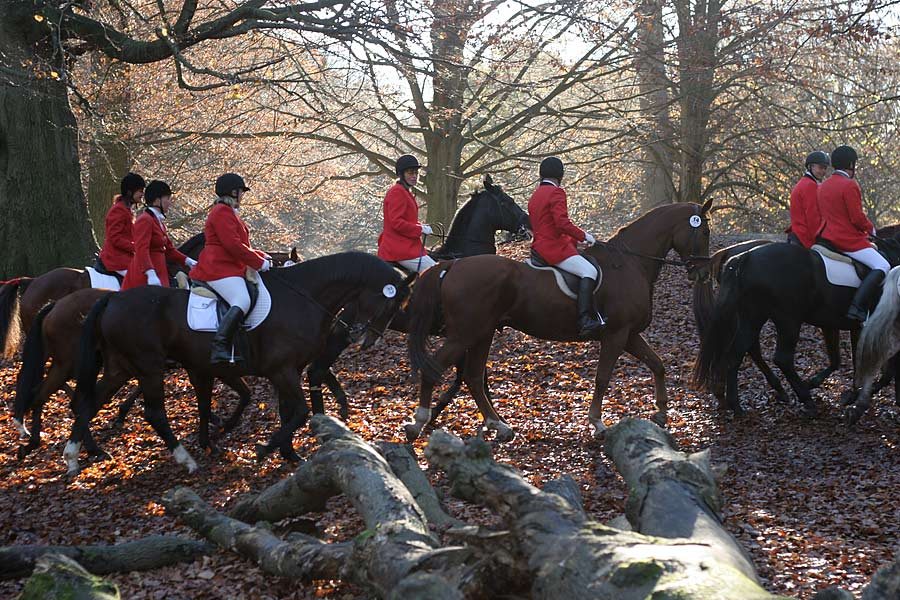

Полювання з гончими або парфорсне полювання (від фр. par force de chiens — силою собак) — вид полювання на конях з гончаками, які женуть звірів до їх повної знемоги. З початку XIX століття практикується також як вид кінного спорту, який має назву парфорсна їзда.

## Правила полювання
У парфорсному полюванні бере участь велика кількість мисливців на конях і гончаків, які ганяються за оленями, кабанами, лисицями, зайцями. Для кожного виду дичини існує свій вид мисливських собак. Полюванням керує головний мисливець з трьома-чотирма підбирачами та помічником.
Колись метою мисливців було повністю виснажити оленя і вбити його мисливським ножем. Тепер загнаних оленів не вбивають під час полювання, а женуть доти, поки він уже більше не може бігти, а потім відпускають на свободу.
Церемонія полювання передбачає оголошення про приїзд та привітання гостей, урочисту відправу та початок полювання, випускання з загонів попередньо зловленої дичини та закінчення полювання.

## Мисливський ріг

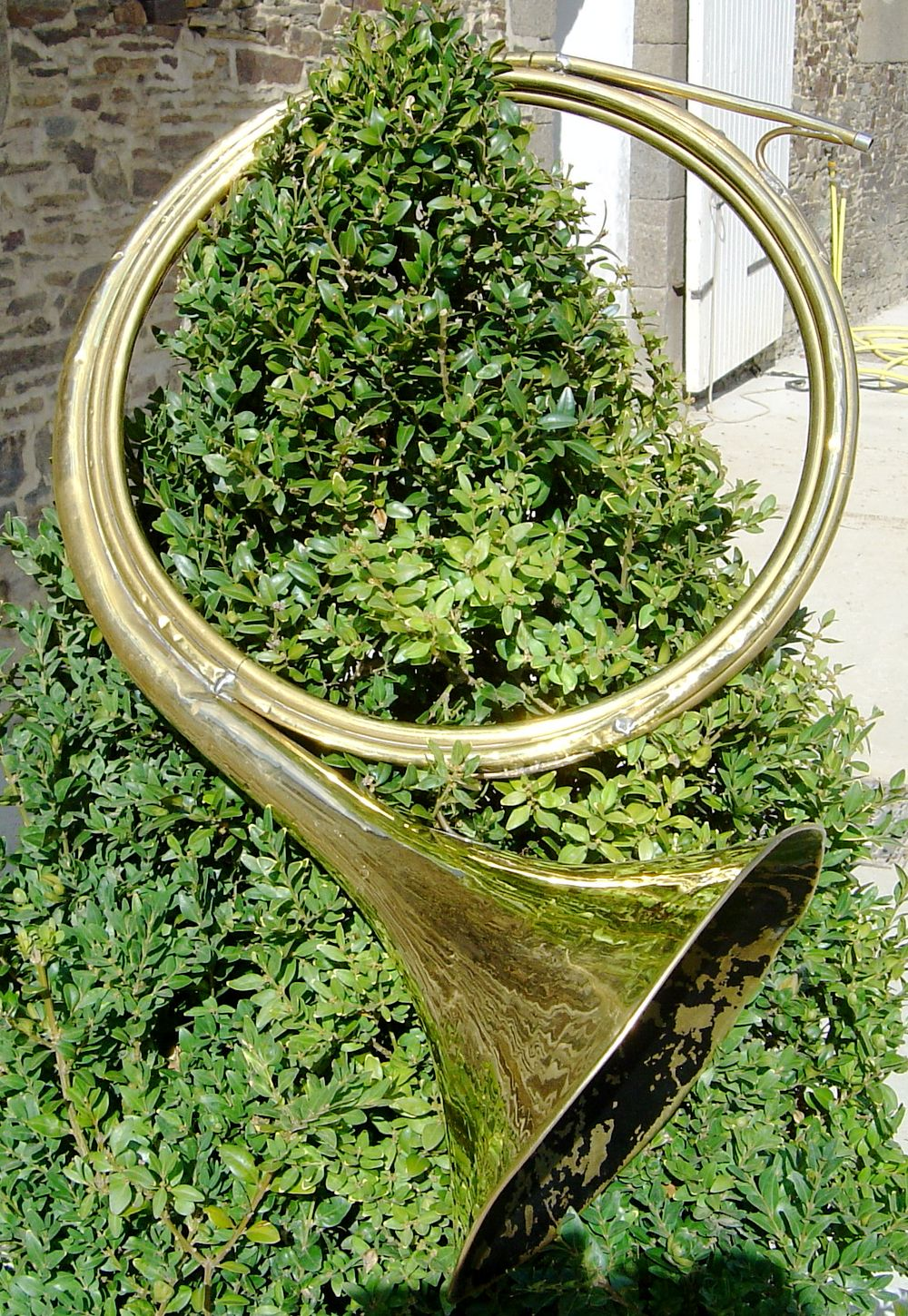
Мисливський ріг

Під час будь-якого полювання мисливці для передавання сигналів на великі віддалі завжди використовували мисливські роги дуже різної конструкції — від оброблених рогів тварин, до спеціальних музичних інструментів.
Полювання з гончими породило приблизно в 1680 році музичний інструмент — мисливський ріг. Спочатку він був налаштований на ноту До (261,6 Герц) і нагадував кавалерійську трубу. З 1705 року він набув тон ноти Ре (293,7 Герц). 
Сучасний мисливський ріг має довжину 4,545 м і відповідно настроєний на тон ноти Ре. Він закручений у півтора кола з діаметром 73 см. Є інструменти закручені у 2,5 кола (діаметром 55 см) або 3,5 кола (діаметром 35 см). У музичних творах пов'язаних з темою полювання ріг супроводжують інших інструменти, що грають у цьому ж ключі. Тактовий розмір фанфар 6/8. У військовій музиці використовуються подібні інструменти настроєні на ноту Мі-бемоль.
На мисливському розі грають мисливські фанфари — короткі трубні сигнали, які датуються 1723 роком, коли маркіз Марк-Антуан де Дамп'єрр (1676—1756) написав першу з 4000 фанфар. Кожен сигнал мисливського рога — фанфара, вказує мисливцям на обставини полювання, свідками яких вони є: що собаки побігли в потрібному напрямку, що зграя знаходиться на рівнині і прямує до іншого лісу, що мисливець побачив звіра, для підтримки або відкликання собак, для вшанування впольованої тварини, тощо.

## Гончаки

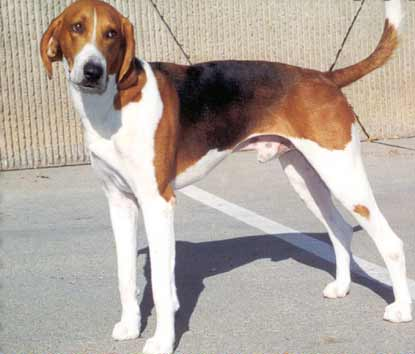
Американський фоксгаунд
Український гірський гончак
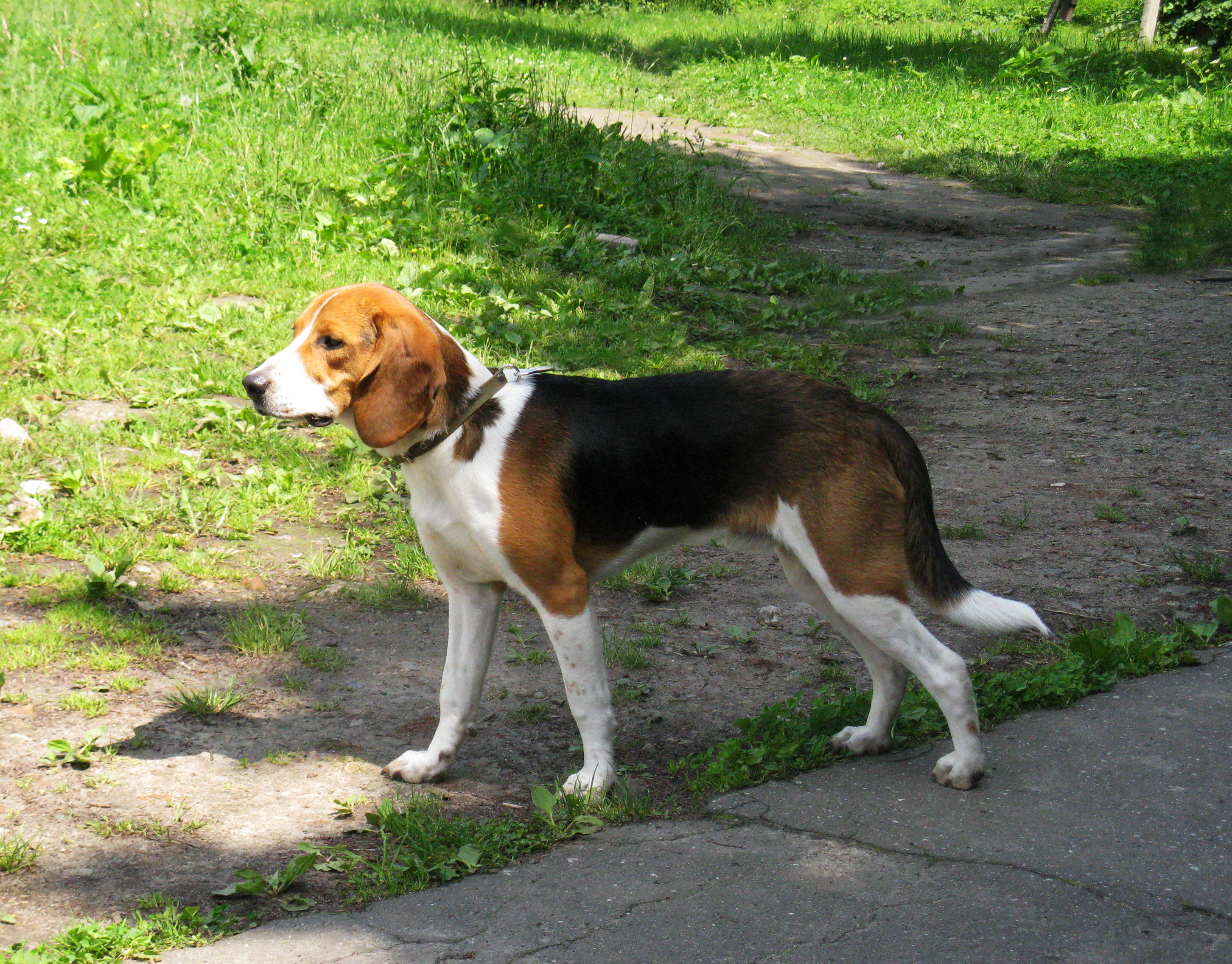
Естонський гончак
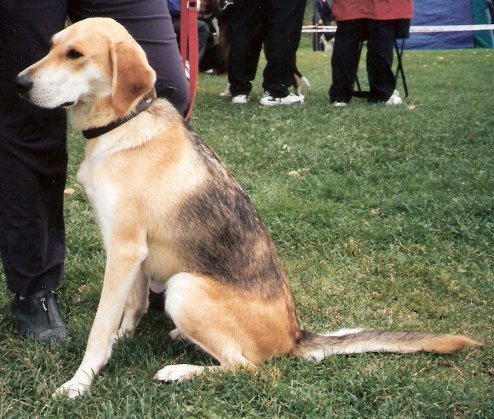
Російський гончак
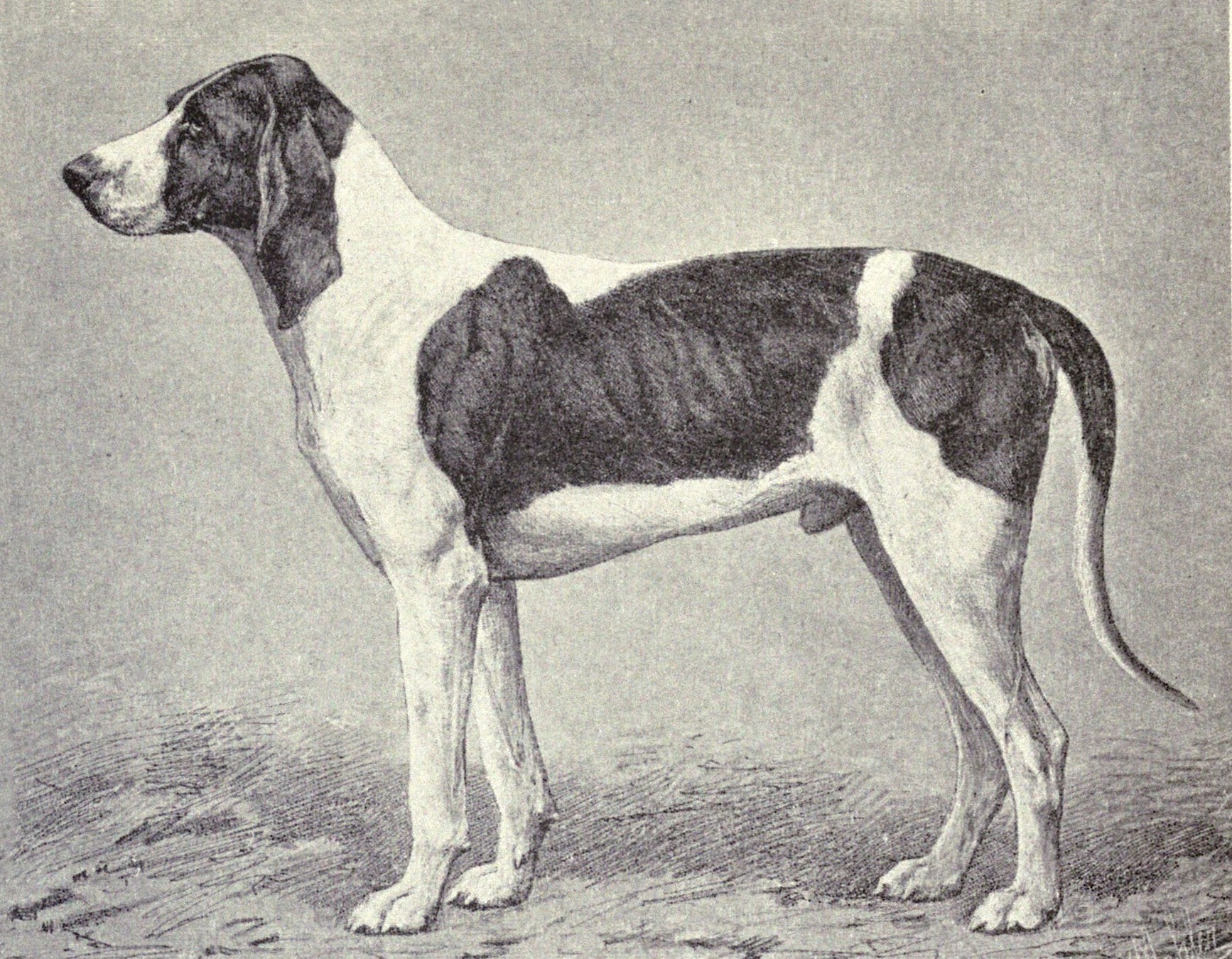
Бії[fr]